# SnRNA
snRNA, mały jądrowy RNA (ang. small nuclear RNA) – występujący w jądrze komórkowym niekodujący RNA pełniący funkcję rybozymu w procesie wycinania intronów (splicingu). 
Małe jądrowe RNA można podzielić na dwie klasy, Sm i Lsm. snRNA klasy Sm są transkrybowane przez polimerazę RNA II i mają na końcu 5' 7-metyloguanozynową (7mG) czapeczkę, sekwencję wiążącą białka Sm oraz strukturę typu łodyżka i pętla (ang. stem-loop) na końcu 3'. Do tej klasy należy większość znanych snRNA. snRNA klasy Lsm są transkrybowane przez polimerazę RNA III i zawierają 5'-monometylofosforanową (MPG) czapeczkę oraz ciąg urydyn na końcu 3', do którego wiążą się białka Lsm. Jak dotąd jedyne poznane snRNA należące do klasy Lsm to U6 i U6atac.
Cząsteczki małego jądrowego RNA (ze względu na wysoką zawartość nukleotydów urydynowych nazywane też UsnRNA) pełnią ważną funkcję w splicingu - procesie wycinania intronów z prekursorów mRNA (pre-mRNA). SnRNA wykazują biologiczną aktywność w kompleksach z białkami. Kompleksy ośmiu białek Sm lub typu Sm (ang. Sm-like, Lsm) i jednej z cząsteczek snRNA tworzą tzw. małe jądrowe rybonukleoproteiny (ang. small nuclear ribonucleoproteins, snRNP). Wszystkie snRNA biorą udział w splicingu, z wyjątkiem U7 snRNA, które jest zaangażowane w obróbkę końca 3' pre-mRNA histonów. SnRNP stanowią ważny składnik spliceosomu - kompleksu białkowo-rybonukleinowego zaangażowanego w wycinanie intronów. Ich rola polega na rozpoznawaniu odpowiednich obszarów intronu poprzez tworzenie komplementarnych połączeń RNA-RNA z dwoma obszarami terminalnymi i miejscem rozgałęzienia intronu. Dodatkowo snRNA nadają przestrzenny kształt dwóm centrom aktywnym spliceosomu i prawdopodobnie katalizują dwie następujące po sobie reakcje transestryfikacji zachodzące w trakcie wycinania intronu.
Funkcjonalnie snRNA dzieli się na dwie grupy. Do pierwszej zalicza się wchodzące w skład klasycznego spliceosomu cząsteczki U1, U2, U4, U5 oraz U6 snRNA uczestniczące w wycinaniu przeważającej większości intronów pre-mRNA nazywanych GU-AG (ze względu na obecność charakterystycznych par nukleotydów na końcach 3’ i 5’) lub intronami typu U2. Do drugiej grupy należą U11, U12, U4atac, U6atac snRNA, które razem z U5 biorą udział w wycinaniu intronów typu U12 (AU-AC), tworząc tzw. alternatywny spliceosom.